# 王克英
王克英（1937年12月—），男，汉族，湖南临湘人，中华人民共和国政治人物。

## 生平
王克英毕业于华中工学院动力工程系水力机械专业。1960年加入中国共产党。1983年起历任长沙市人民政府副市长、市长；湖南省财政厅厅长；湖南省人民政府副省长、常务副省长；湖南省人大常委会副主任、代主任；湖南省政协主席。现任湘潭大学董事会董事长。